# Patricio Rosas
Patricio Eduardo Rosas Barrientos (Osorno, 6 de mayo de 1968) es un médico cirujano y político. Desde marzo de 2018 se desempeña como diputado por el distrito N.° 24, correspondiente a la Región de Los Ríos.

## Biografía
Nació el 6 de mayo de 1968, en Osorno. Hijo de Dalmiro Rosas Schaaf y de Marianela Isabel Barrientos Villanueva. Es divorciado y padre de dos hijos.
Es Médico Cirujano de la Universidad Austral de Chile. Posteriormente, obtuvo el grado Magíster en Administración de Empresas y Diplomado en Gerencia Social, Gestión Comunitaria y Salud Familiar y Comunitaria y actualmente cursa un Máster en Economía.
En marzo de 2014, asumió la dirección del Servicio de Salud de Valdivia, en calidad de director suplente, luego de la renuncia de Marianela Caro. En enero del año siguiente, fue nombrado director del Servicio de Salud de Valdivia, cargo que desempeñó hasta octubre de 2017.

## Carrera política
En las elecciones parlamentarias de 2017 fue elegido diputado por el Partido Socialista de Chile (PS) representando al 24º Distrito (Corral, Futrono, La Unión, Lago Ranco, Lanco, Los Lagos, Máfil, Mariquina, Paillaco, Panguipulli, Río Bueno, Valdivia), XIV Región de Los Ríos, período 2018-2022. Obtuvo 13.299 votos correspondientes al 9,54% del total de sufragios válidamente emitidos.
En este periodo legislativo integró las comisiones permanentes de Salud; y de Ciencias y Tecnología. Así mismo, participó en la Comisión Especial Investigadora de eventuales irregularidades en la reducción artificial de listas de espera mediante la eliminación de pacientes desde el Repositorio Nacional de Listas de Espera, manipulación de estadísticas y omisión de registro.
En junio de 2019 decidió presentar su renuncia al PS por conflictos con el diputado Marcos Ilabaca y el senador Alfonso de Urresti. En marzo de 2020 se integró al Movimiento Unir junto con el también ex PS Marcelo Díaz. Se mantuvo en dicha colectividad –perteneciente al Frente Amplio desde junio de 2020– hasta el 10 de diciembre de 2020, cuando anunció su renuncia. Posteriormente se reincorporó a la colectividad.
En las elecciones parlamentarias de 2021 fue electo como diputado independiente en un cupo de Convergencia Social. Actualmente es parte de las comisiones permanentes de Salud; y de Economía, Fomento; Micro, Pequeña y Mediana Empresa; Protección de los Consumidores y Turismo.
El 5 de agosto del 2023, el Movimiento Unir cerró su último congreso aprobando la decisión de unificarse con Comunes, en un proceso de fortalecimiento del Frente Amplio en un partido único.

## Controversias

### Desvío irregular de fondos públicos
El 23 de marzo de 2019, la Contraloría General de la República determinó que Patricio Rosas, junto con la alcaldesa de Paillaco Ramona Reyes, y otros dos funcionarios, habían desviado irregularmente más de $70 millones de pesos destinados a la salud primaria, los cuales fueron utilizados para financiar un evento gremial de carácter nacional llamado ''IX Congreso Nacional de la Confederación Nacional de Funcionarios de la Salud Municipal'' que se realizó en 2015, en la ciudad de Valdivia. Aquel evento fue realizado además, por un trato directo con el Hotel Dreams de la ciudad. En aquel entonces, Rosas ejercía como director del Servicio de Salud de la Región de Los Ríos.
Esta denuncia de desvíos irregulares fue realizado por el diputado Bernardo Berger (quién representa el mismo distrito que Rosas), en donde junto con otras figuras de Chile Vamos en la región buscan la destitución de la alcaldesa Reyes, más acciones legales en contra del diputado Rosas. Por ahora, Rosas ha sido sancionado con el 5% de su remuneración parlamentaria mensual, más otras sanciones de corte administrativo. Actualmente, la investigación sigue en curso.

## Historial electoral

### Elecciones parlamentarias de 2017
- Elecciones parlamentarias de 2017 a Diputado por el distrito 24 (Corral, Futrono, La Unión, Lago Ranco, Los Lagos, Máfil, Mariquina, Paillaco, Panguipulli, Río Bueno y Valdivia)[13]

### Elecciones parlamentarias de 2021
- Elecciones parlamentarias de 2021 a Diputado por el distrito 24 (Corral, Futrono, La Unión, Lago Ranco, Los Lagos, Máfil, Mariquina, Paillaco, Panguipulli, Río Bueno y Valdivia).[14]